# Solitudo Criophori
Solitudo Criophori  è una caratteristica di albedo della superficie di Mercurio.